# Conzattia
Genre
Conzattia est un genre de plantes à fleurs dicotylédones de la famille des Fabaceae, sous-famille des Caesalpinioideae, originaire du Mexique, qui comprend trois espèces acceptées.

## Étymologie
Le nom générique, « Conzattia », est un hommage à Cassiano Conzatti (1862–1951) botaniste mexicain d'origine italienne, collecteur de plantes au Mexique et au Chili.

## Liste d'espèces
Selon The Plant List (17 novembre 2018) :
- Conzattia chiapensis Miranda
- Conzattia multiflora (Robinson) Standl.
- Conzattia sericea Standl.